# Есевон (Библия)
Есевон (также Ивцан или Ибцан, ивр. אִבְצָן‎ ’Iḇṣān; др.-греч. Ἀβαισσάν; лат. Abesan), один из шести малозначительных израильских судей.
О Есевоне известно только, что он родом из Вифлеема (Зебулунова, а не Иудейского, как полагает Иосиф Флавий (Иудейские древности, V, 7, § 13). Есевон правил семь лет и у него было очень много детей: «тридцать сыновей и тридцать дочерей». Он умер и похоронен в родном городе, Вифлееме.
 После него [Иеффая] был судьею Израиля Есевон из Вифлеема. У него было тридцать сыновей, и тридцать дочерей отпустил он из дома [в замужество], а тридцать дочерей взял со стороны за сыновей своих, и был судьею Израиля семь лет. И умер Есевон и погребен в Вифлееме. (Суд. 12:8—10)